# Західне Поділля
За́хідне Поді́лля (інколи Галицьке Поділля) — частина Подільської України, яка лежить удовж лівого берега Дністра. 

## Географія
Займає південні території Тернопільської області, більшу частину Хмельницької областей та Вінниччини до р. Мурафа, є продовженням Східного Поділля (Брацлавщини), що займає територію Вінниччини та прилеглих районів суміжних областей.

## Загальні відомості
Найбільшими промисловими та культурними містами Західного Поділля є Тернопіль (хоча територіально місто знаходиться в історичному регіоні Галичина), Кам'янець-Подільський, Хмельницький, перші два з яких мають важливу туристичну цінність завдяки історико-архітектурній та мистецькій спадщині Подільського краю. Інші важливі історичні міста регіону: Бар, Червоногрод, Теребовля, Чортків, Заліщики, Борщів, Скала-Подільська, Летичів, Городок, Меджибіж, Деражня, Ушиця.
Пізніше термін Західне Поділля почав змішуватися з назвою Галицьке Поділля, але це визначення здебільшого вживається стосовно тернопільської частини Західного Поділля, що було у складі Австро-Угорської імперії (Королівство Галичини та Володимирії). А саме Тернопільський край — Тернопільський і Чортківський (центр — Заліщики) округи (нім. kreis) на західному березі Збруча. Інколи ці землі відносять до частини Опілля та називають відповідно всі землі за Збручем Західного Поділля, які перебували складі Австро-Угорської імперії — Опіллям.

## Історія

Історичний поділ на Західне та Східне Поділля

В часи раннього Середньовіччя ці землі відомі як Пониззя — землі Галицького князівства, далі сформувалось незалежне Подільське князівство, яке утворилося внаслідок боротьби за спадщину Галицько-Волинського князівства (Руського Королівства), під керівництвом Коріатовичів.
Історичний поділ Поділля на Східне і Західне відбувся в 1434 році, коли західна частина Поділля разом за Галичиною були захоплені Польським Королівством, де був запроваджений польський адміністративно-територіальний устрій і створено Подільське воєводство з центром у Кам'янці-Подільському, яке в свою чергу було поділене на три повіти: Кам'янецький, Летичівський та Червоногродський.
Східне Поділля залишилося у складі Великого князівства Литовського, Руського і Жмудського. Після поділу Речі Посполитої у 1772 році більша частина Західного Поділля потрапляє у залежність під Російську імперію, а Червоногродський повіт відійшов до монархії Габсбургів (з 1867 року Австро-Угорщини), 1809—1815 рр. був тимчасово анексований Російською імперією.
За часів УНР від березня 1918 року впродовж двох місяців існувала Подільська земля в приблизних межах Західного Поділля.

## Світлини

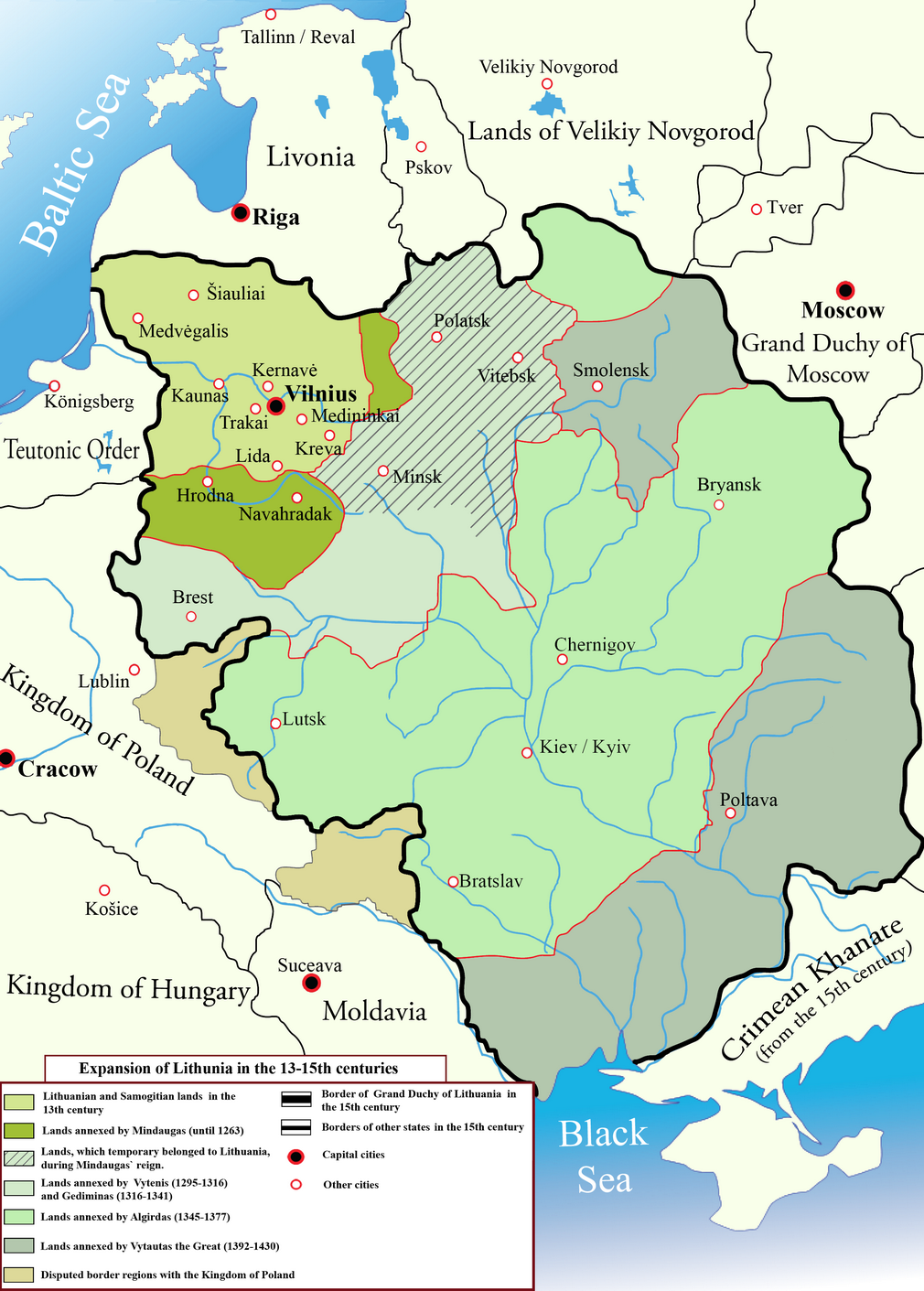
Громадянська війна, після відбувся поділ, західне Поділля відійшло до Польщі
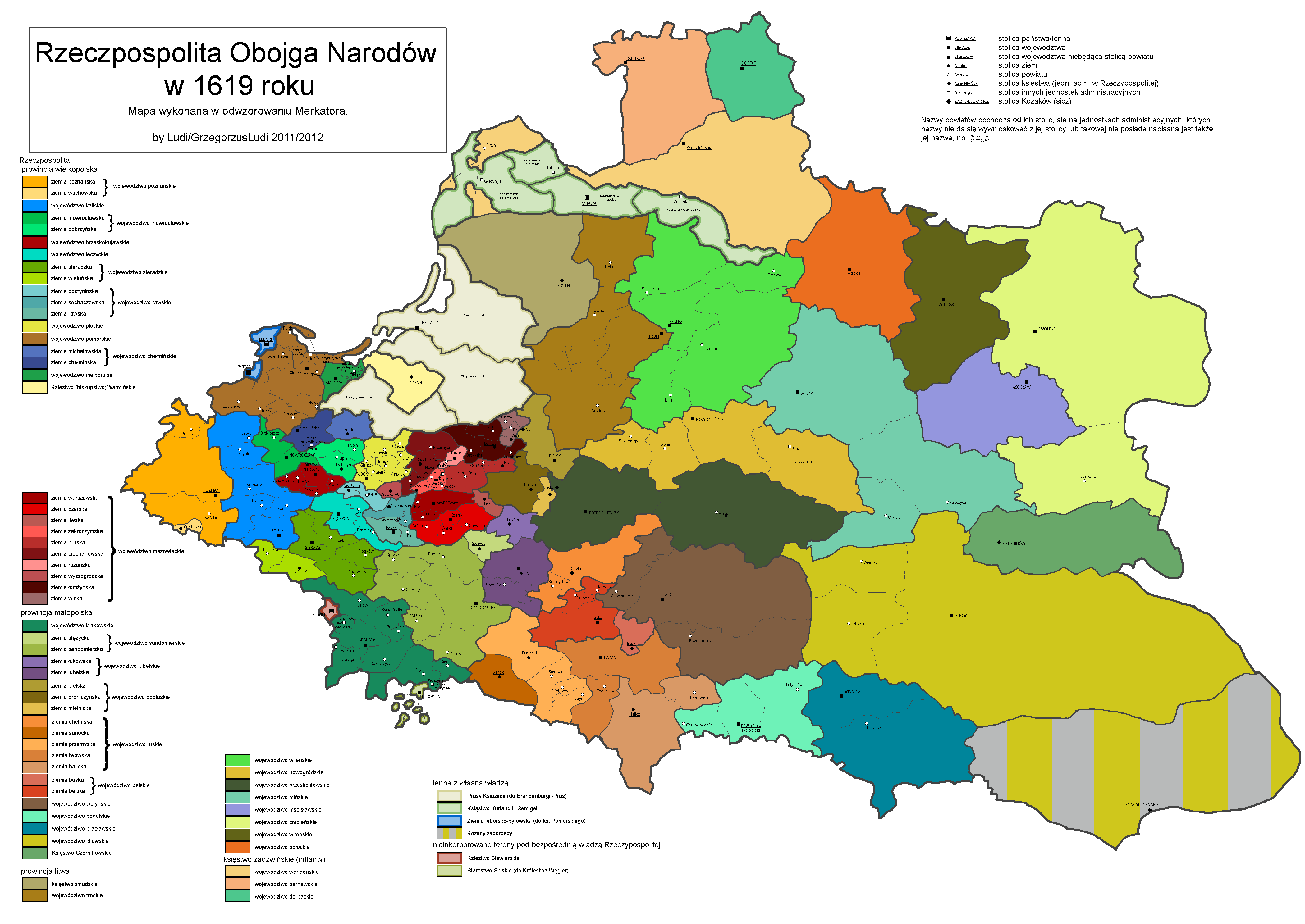
Західне Поділля на мапі 1619 року
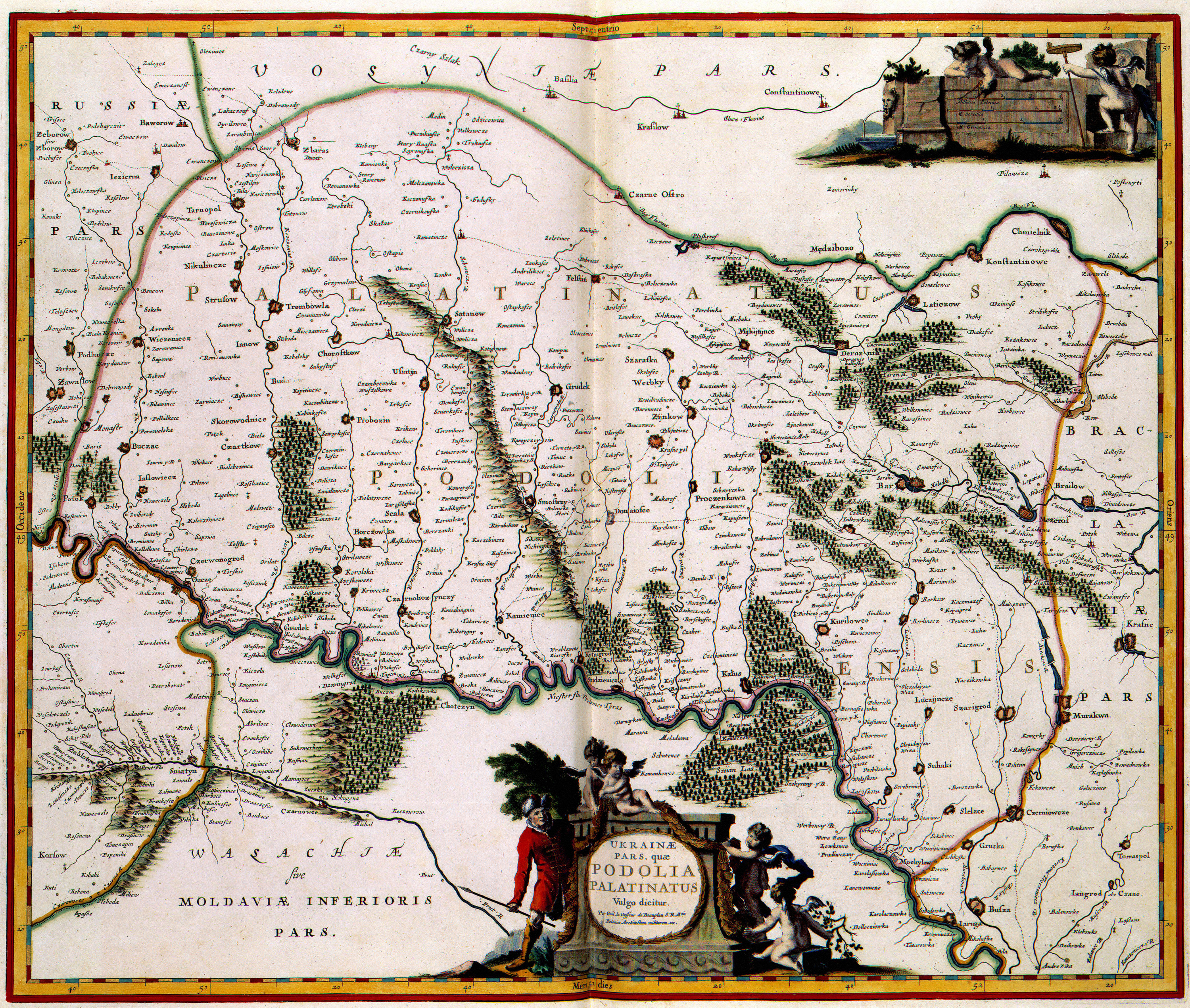
Західне Поділля